# Ferraria ovata
Ferraria ovata är en irisväxtart som först beskrevs av Carl Peter Thunberg, och fick sitt nu gällande namn av Peter Goldblatt och John Charles Manning. Ferraria ovata ingår i släktet Ferraria och familjen irisväxter. Inga underarter finns listade i Catalogue of Life.